# Christ crucifié (Giovanni Pisano)
 (février 2024).
La mise en forme du texte ne suit pas les recommandations de Wikipédia : il faut le « wikifier ».
Les points d'amélioration suivants sont les cas les plus fréquents :
- Les titres sont pré-formatés par le logiciel. Ils ne sont ni en capitales, ni en gras.
- Le texte ne doit pas être écrit en capitales (les noms de famille non plus), ni en gras, ni en italique, ni en « petit »…
- Le gras n'est utilisé que pour surligner le titre de l'article dans l'introduction, une seule fois.
- L'italique est rarement utilisé : mots en langue étrangère, titres d'œuvres, noms de bateaux, etc.
- Les citations ne sont pas en italique mais en corps de texte normal. Elles sont entourées par des guillemets français : « et ».
- Les listes à puces sont à éviter, des paragraphes rédigés étant largement préférés. Les tableaux sont à réserver à la présentation de données structurées (résultats, etc.).
- Les appels de note de bas de page (petits chiffres en exposant, introduits par l'outil «  Source ») sont à placer entre la fin de phrase et le point final[comme ça].
- Les liens internes (vers d'autres articles de Wikipédia) sont à choisir avec parcimonie. Créez des liens vers des articles approfondissant le sujet. Les termes génériques sans rapport avec le sujet sont à éviter, ainsi que les répétitions de liens vers un même terme.
- Les liens externes sont à placer uniquement dans une section « Liens externes », à la fin de l'article. Ces liens sont à choisir avec parcimonie suivant les règles définies. Si un lien sert de source à l'article, son insertion dans le texte est à faire par les notes de bas de page.
- La présentation des références doit suivre les conventions bibliographiques. Il est recommandé d'utiliser les modèles {{Ouvrage}}, {{Chapitre}}, {{Article}}, {{Lien web}} et/ou {{Bibliographie}}. Le mode d'édition visuel peut mettre en forme automatiquement les références.
- Insérer une infobox (cadre d'informations à droite) n'est pas obligatoire pour parachever la mise en page.

Pour une aide détaillée, merci de consulter Aide:Wikification.
Si vous pensez que ces points ont été résolus, vous pouvez retirer ce bandeau et améliorer la mise en forme d'un autre article.
Le Christ crucifié est une statuette en bois produite par Giovanni Pisano entre le 3ème quart du XIIIe siècle et le 4ème quart du XIIIe siècle. Elle mesure 20,5cm de haut sur 6,3cm de large et est conservée au musée de Cluny à Paris.
Cette œuvre s’inscrit dans le travail de renouvellement des formes antiques, de naturalisme des corps et de connaissance des tendances religieuses de son époque qu'effectue Pisano. Ainsi, première œuvre du sculpteur toscan acquise par les collections françaises, le Christ Crucifié témoigne du changement d’optique qui s’opère à la fin du XIIIe siècle sur la figure de ce dernier.

## Description
Reprenant l’iconographie du Christ souffrant, cette statuette en bois semble être un modèle préliminaire à celle que Pisano avait réalisée en ivoire (aujourd’hui disparue). Ainsi, l’œuvre présentée est fragmentaire. Elle offre aux regards un Christ nu, vraisemblablement sur la croix, sans bras, ni mollet. Néanmoins, le reste du corps est éloquent.  
En effet, le visage du seigneur est rond, baissé sur son épaule droite, le nez est droit, les yeux presque fermés et la bouche entrouverte. Il semble ainsi sur le point de mourir, fatigué et résigné. De plus, ses cheveux sont taillés en fines mèches, tirées de part et d’autre de la raie centrale, puis retombant sur l’arrière du corps et sur l’épaule droite. De même, les poils de sa barbe et de sa moustache sont figurés par des traits légers. Le reste du corps est amaigri, figurant les tendons de l’épaule, accompagné d’un creux profond en dessous des côtes. De surcroit, les cuisses sont couvertes d’un court drapé noué à la taille et aux plis multiples. Par ailleurs, on distingue un hanchement du corps en dessous. Enfin, la statue se termine par le bas des cuisses très aminci.

## Stylistique
Pisano offre une statuette empreinte de naturalisme. Comme l’a montré la description, chaque détail du corps est sculpté. Comme les mèches des cheveux ainsi que de la barbe dessinées minutieusement, de même pour les tendons reliant l’épaule et le torse, ou encore les côtes sculptées légèrement par de fins traits sur les bords. Comment ne pas y voir des liens avec la statuaire gothique française contemporaine ? Par exemple, La descente de croix en ivoire du musée du Louvre réalisée entre 1270 et 1280. On y retrouve la même taille méticuleuse des cheveux et de la barbe, ce naturalisme des corps ou encore ces visages abaissés sur l’épaule. De même, le hanchement simple du Christ de Pisano est à relier, par le spectateur, tant au modèle antique qu’à la statuaire contemporaine, comme c’est le cas de l’Adam du Musée de Cluny.

## Contexte religieux
Giovanni Pisano s'inscrit parfaitement dans les tendances religieuses de son époque. En effet, dans un contexte d’apparition des ordres mendiants (Franciscains, Dominicains), l’attention à la fonction empathique de l’œuvre est appuyée. À partir du XIIIe siècle, l’imitation du Christ devient un élément indispensable au rachat de l’âme du fidèle. Celui qui réussit parfaitement à l’imiter, c’est saint François d’Assise. Vivant dans la pauvreté, la douleur et la prière, il se rapproche tant du Christ qu’il finit par recevoir ses stigmates. Ainsi, de nombreux écrits insistent sur la souffrance du Christ et la nécessité pour le fidèle de s’en approcher. Par exemple, citons la lettre de saint Bonaventure « Approchez-vous donc en vous appuyant sur les pieds de vos affections, approchez-vous de Jésus couvert de blessures, de Jésus couronné d'épines, de Jésus attaché au gibet de la croix, et avec le bienheureux apôtre Thomas, non seulement regardez en ses mains les traces des clous, non-seulement portez votre main dans son côté, mais par la porte de ce même côté pénétrez entièrement jusqu'à son cœur ». De ce fait, la dimension empathique de l’œuvre de Pisano est en accord avec les principes religieux de l’époque. En témoigne la maigreur du Christ, l’air meurtri de son visage caractérisé par la bouche entrouverte comme s’il respirait difficilement ou encore son corps tendu lui donnant une plus grande gravité. La compassion (du latin cum patio, littéralement souffrir avec) produite par l’œuvre est ainsi une de ses caractéristiques majeures.

## Acquisition par le musée de Cluny
Le 20 janvier 2023, Le Christ Crucifié, reconnu d’intérêt patrimonial majeur et d’une valeur de 2 450 000 euros, a été acheté de gré à gré par le musée de Cluny grâce au soutien de donateurs et de mécènes. Il permet au musée de donner « une place importante dans son nouveau parcours aux aires géographiques non françaises de l’Europe médiévale ».